# Tetilla hamatum
Tetilla hamatum är en svampdjursart som beskrevs av Koltun 1966. Tetilla hamatum ingår i släktet Tetilla och familjen Tetillidae. Inga underarter finns listade i Catalogue of Life.